# Селсо Борхес
Селсо Борхес (ісп. Celso Borges, нар. 27 травня 1988, Сан-Хосе) — костариканський футболіст, півзахисник та нападник «Депортіво» та національної збірної Коста-Рики. Син Алешандре Гімарайнса, який також був футболістом збірної Коста-Рики.

## Клубна кар'єра
У дорослому футболі дебютував 2005 року виступами за «Сапріссу»", в якій провів чотири сезони, взявши участь у 86 матчах чемпіонату, ставши за цей час низку чемпіонських титулів.

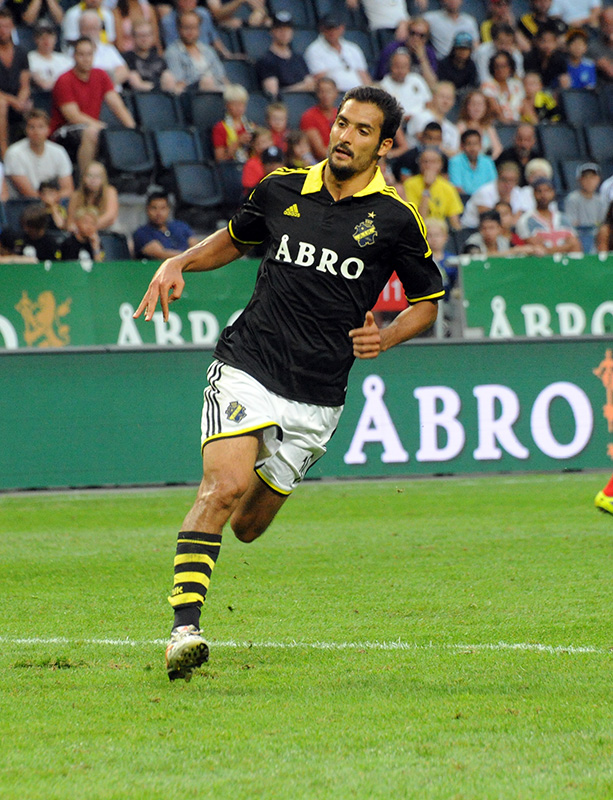
Селсо Борхес під час виступів за АІК. 2014 рік.

Своєю грою привернув увагу представників тренерського штабу норвезького «Фредрікстада», до складу якого приєднався 17 січня 2009 року. Відіграв за команду з Фредрікстада наступні три сезони своєї ігрової кар'єри. Більшість часу, проведеного у складі «Фредрікстада», був основним гравцем команди і одним з головних бомбардирів команди, маючи середню результативність на рівні 0,4 голу за гру першості.
До складу клубу АІК приєднався на правах вільного агента 1 січня 2012 року. За три сезони встиг відіграти за команду з Стокгольма 79 матчів в національному чемпіонаті, забивши 22 голи.
14 січня 2015 року перейшов на правах оренди до кінця сезону в іспанський «Депортіво». У своєму першому офіційному поєдинку за «депор» Борхес відзначився дублем у матчі Ла-Ліги проти «Райо Вальєкано» (2:1), а загалом до кінця сезону зіграв у 17 матчах чемпіонату, забивши 3 голи. Після цього клуб з Ла-Коруньї викупив контракт гравця.

## Виступи за збірну
У 2005 році Борхес у складі юнацької збірної Коста-Рики U-17 був учасником юнацького чемпіонату Північної Америки та юнацького чемпіонату світу у Перу.
2007 року зі збірною до 20 років взяв участь у молодіжному чемпіонаті КОНКАКАФ та молодіжному чемпіонаті світу у Канаді.
21 червня 2008 року дебютував в офіційних матчах у складі національної збірної Коста-Рики а грі відбору на чемпіонату світу 2010 року проти збірної Гренади, а у вересні того ж року забив свій перший гол за збірну у матчі проти Суринаму. Наступного року поїхав зі збірною на Золотий кубок КОНКАКАФ 2009 року, де зіграв у всіх можливих п'яти матчах від першої до останньої хвилини і став з командою півфіналістом турніру. Згодом як основний гравець взяв участь і у наступних континентальних турнірах 2011, 2013 та 2015 років.
Крім цього взяв участь у чемпіонатах світу 2014 року у Бразилії та 2018 року у Росії, а також на ювілейному розіграші розіграшу Кубка Америки 2016 року у США, приуроченому до 100-річчя турніру.
Наразі провів у формі головної команди країни 110 матчів, забивши 10 голів.

## Досягнення
- Чемпіон Коста-Рики (5): 2005/06, 2006/07, 2007/08 (Апертура), 2007/08 (Клаусура), 2008/09 (Апертура)
- Фіналіст Кубка чемпіонів КОНКАКАФ: 2008
- Переможець Центральноамериканського кубка: 2013
- Фіналіст Центральноамериканського кубка: 2011